# Kolekcjoner (EP)
Kolekcjoner – minialbum zespołu Maanam wydany w 1995 roku przez wytwórnię Pomaton EMI. Z płytki pochodzi przebój „Po prostu bądź”, wydany rok później razem z utworem „Z ogniem w głowie” na albumie Łóżko. Jest to jedyne EP w dyskografii zespołu.
Nagrania uzyskały status platynowej płyty.

Kontynuacja magicznej „różanej” podróży. Wielki przebój „Po prostu bądź”. Początek współpracy z reżyserem Mariuszem Grzegorzkiem – autorem następnych teledysków Maanamu. Początek współpracy z fotografem Jackiem Porembą

## Lista utworów
1. „Po prostu bądź” – 3:33
2. „Kolekcjoner” – 3:14
3. „Twist” – 3:17
4. „Z ogniem w głowie” – 4:07